# Джеймі Фокс
Джеймі Фокс (англ. Jamie Foxx; нар. 13 грудня 1967) — американський актор та співак, учасник stand-up comedy.

## Біографія

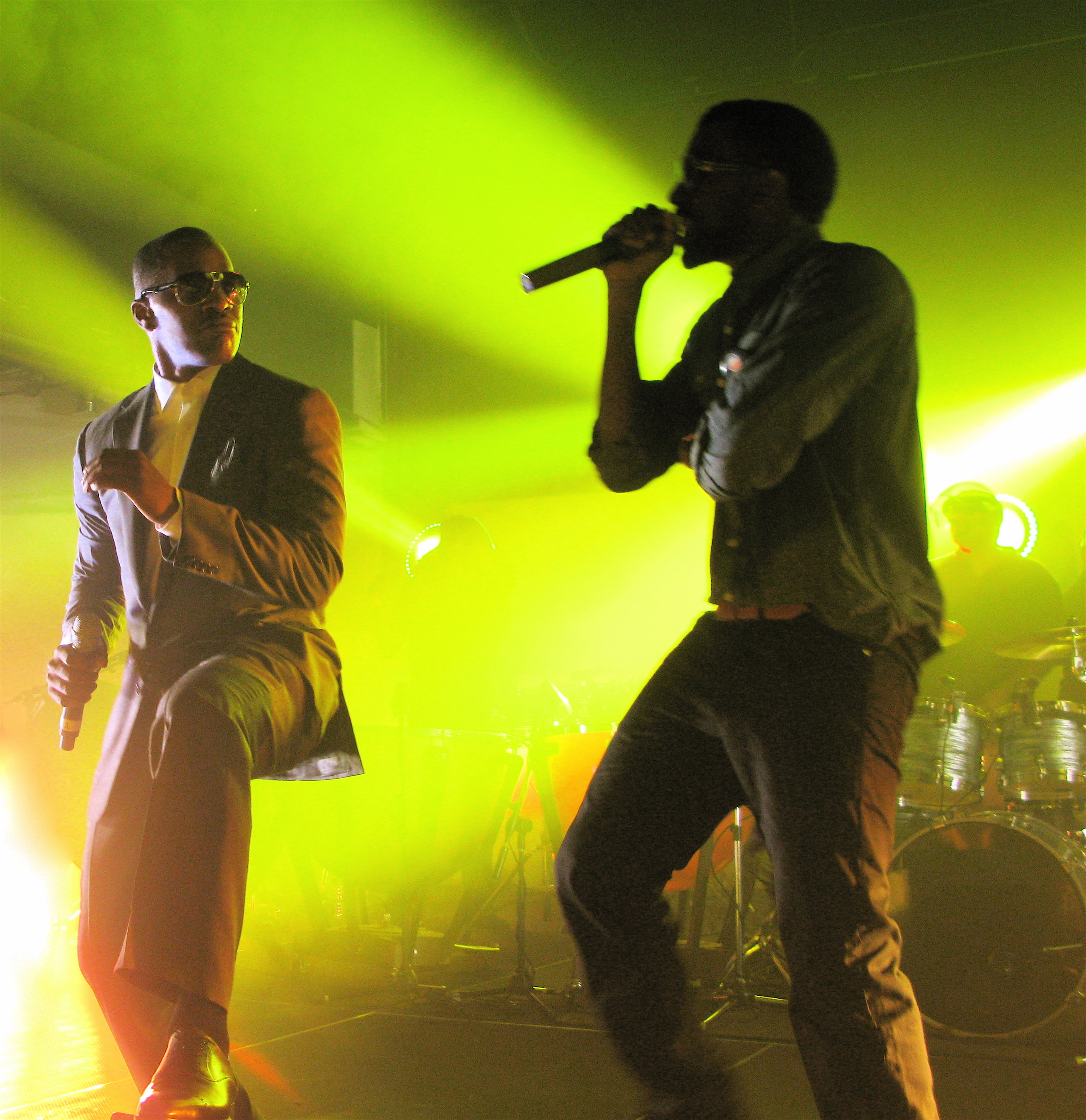

Народився 13 грудня 1967 в місті Террелл, Техас.
Його матір'ю була Луїза Аннет Теллі Діксон, а батьком Деррел Бішоп, який працював брокером і змінив ім'я на Шахід Абдулла після прийняття ісламу. Незабаром після народження був усиновлений прийомними батьками матері Есфір Марі, медсестрою і домогосподаркою та Марком Теллі, складським робітником. Він іноді зустрічався зі своїми справжніми батьками, але ті ніколи не брали участь в його вихованні. Фокс виріс в чорному кварталі Террелла і виховувався в дусі баптизму. Він часто посилався на вплив прийомної бабусі на своє життя.
За настановою бабусі він почав ходити на уроки піаніно з 5 років. займався в церковних групах Террелла, потім вивчав класичну музику в коледжі. Також його цікавив американський футбол, і він всерйоз замислювався про кар'єру футболіста в «Даллас Ковбойз».

## Особисте життя
З 2013 по 2019 роки був у стосунках з акторкою Кеті Голмс.

## Громадянська позиція щодо війни в Україні
У 2021 році відвідав родину сербського проросійського олігарха Боголюба Карича і демонстративно одягнув олімпійку з написом «Росія».

## Фільмографія
| Рік  |     | Українська назва                    | Оригінальна назва                 | Роль                          |
| ---- | --- | ----------------------------------- | --------------------------------- | ----------------------------- |
| 1992 | ф   |                                     | Toys                              | Бейкер                        |
| 1996 | ф   |                                     | The Truth About Cats & Dogs       | Ед                            |
| 1996 | ф   |                                     | The Great White Hype              | Хасан Ель Рук'н               |
| 1997 | ф   |                                     | Booty Call                        | Бунц                          |
| 1998 | ф   |                                     | The Players Club                  | Блу                           |
| 1999 | ф   |                                     | Held Up                           | Майкл                         |
| 1999 | ф   | Щонеділі                            | Any Given Sunday                  | Віллі Бімен                   |
| 2000 | ф   |                                     | Bait                              | Елвін Сандерс                 |
| 2001 | ф   | Алі                                 | Ali                               | Дрю Бундіні Браун             |
| 2003 | ф   | Спритні руки                        | Shade                             | Ларрі Дженнінгс               |
| 2004 | ф   |                                     | Breakin' All the Rules            | Квінсі Ватсон                 |
| 2004 | ф   | Співучасник                         | Collateral                        | Макс                          |
| 2004 | ф   | Рей                                 | Ray                               | Рей Чарльз                    |
| 2005 | ф   | Стелс                               | Stealth                           | лейтенант Генрі Перселл (E-Z) |
| 2005 | ф   | Морпіхи                             | Jarhead                           | Сайкс                         |
| 2006 | ф   | Поліція Маямі: Відділ моралі        | Miami Vice                        | детектив Рікардо «Ріко» Таббс |
| 2007 | ф   | Королівство                         | The Kingdom                       | Рональд Флері                 |
| 2009 | ф   | Соліст                              | The Soloist                       | Натаніель Ейєрс               |
| 2009 | ф   | Законослухняний громадянин          | Law Abiding Citizen               | Нік Райс                      |
| 2010 | ф   | День Святого Валентина              | Valentine's Day                   | Келвін Бріґґз                 |
| 2010 | ф   | Я все ще тут                        | I'm Still Here                    | у ролі самого себе            |
| 2010 | ф   | Встигнути до                        | Due Date                          | Дерріл Джонсон                |
| 2011 | мф  | Ріо                                 | Rio                               | Ніко (голос)                  |
| 2011 | ф   | Нестерпні боси                      | Horrible Bosses                   | Дін Джонс                     |
| 2012 | ф   | Джанґо вільний                      | Django Unchained                  | Джанґо                        |
| 2013 | ф   | Штурм Білого дому                   | White House Down                  | Президент США Джеймс Сойєр    |
| 2014 | мф  | Ріо 2                               | Rio 2                             | Ніко (голос)                  |
| 2014 | ф   | Нова Людина-павук 2. Висока напруга | The Amazing Spider-Man 2          | Макс Діллон / Електро         |
| 2014 | ф   | Мільйон способів втратити голову    | A Million Ways to Die in the West | Джанґо                        |
| 2014 | ф   | Нестерпні боси 2                    | Horrible Bosses 2                 | Дін Джонс                     |
| 2017 | ф   | На драйві                           | Baby Driver                       | Псих                          |
| 2018 | ф   | Робін Гуд: Початок                  | Robin Hood                        | Маленький Джон                |
| 2019 | ф   | Судити по совісті                   | Just Mercy                        | Волтер Мак-Мілан              |
| 2019 | док |                                     | QT8: The First Eight              | у ролі самого себе            |
| 2020 | ф   | Проєкт «Сила»                       | Project Power                     | Арт                           |
| 2020 | мф  | Душа                                | Soul                              | Джо Гарднер (голос)           |
| 2021 | ф   |                                     | All-Star Weekend                  | Малік / Клівленд А. Сміт      |
| 2021 | ф   | Людина-павук: Нема шляху додому     | Spider-Man: No Way Home           | Макс Діллон / Електро         |
| 2022 | ф   | Денна зміна                         | Day Shift                         | Бад Яблонскі                  |
| 2023 | ф   | Бог – це куля                       | God Is a Bullet                   | перевізник                    |
| 2023 | ф   | Вони клонували Тайрона              | They Cloned Tyrone                | Чарльз                        |
| 2023 | ф   | Бродяги                             | Strays                            | Баґ                           |
| 2023 | ф   |                                     | The Burial                        | Віллі Е. Ґері                 |
| 2025 | ф   | Знову в дії                         | Back in Action                    | Метт                          |

## Дискографія
- Peep This (1994)
- Unpredictable (2005)
- Intuition (2008)
- Best Night of My Life (2010)
- Hollywood: A Story of a Dozen Roses (2015)